# Ekastolol
Ecastolol je beta blokator.